# جيبري مسقيل لاليبيلا
جيبري مسقيل لاليبيلا (بالجعزية: ገብረ መስቀል ላሊበላ)‏، (باللاتينية: Gebre Mesqel Lalibela)، كان إمبراطورا على إثيوبيا، حكم بين عامي 1181 – 1221 م، وينتمي لسلالة زاغو.